# Narancseper
A narancseper (Maclura pomifera) az eperfafélék (Moraceae) családjába tartozó Maclura nemzetség egyik faja, mely Észak-Amerikában őshonos. Példányai tövises ágú, kétlaki, jellegzetes csoportos áltermést (a messziről narancshoz hasonlító narancsepret) termő, lombhullató cserjék vagy fák. A nemzetséget  William Maclure skót születésű amerikai geológusról nevezték el (1763–1840).

## Elterjedése
Észak-Amerikában az Amerikai Egyesült Államok déli és délkeleti területein őshonos (Arkansas délnyugati, Oklahoma keleti része, Texas), s köszönhetően annak, hogy a Mississippi völgyében, illetve attól keletre ültetik, északabbra is előfordul. 1804-ben Meriwether Lewis dugványokat küldött Thomas Jeffersonnak. A legnagyobb ismert fa Alexandriában, Virginia államban nő, és úgy gondolják, hogy ez volt az egyik ezekből a dugványokból. Egy másik fa Fort Harrodban él, ami egy kentuckyi pionír település (Harrodsburg, Kentucky).
Az Amerikai Egyesült Államok 48 államában és Délkelet-Kanadában ültetik.
A 19. század első felében hozták Európába kertekbe, parkokba; Dél-Európában kivadult és ott meghonosodott.

## Elnevezése
Az oszázsnarancs elnevezésben az észak-amerikai Oklahoma államban élő osage indián nép francia neve (oszázsok) rejlik, akik a növény fájából íjakat, hajóorrokat és egyéb eszközöket faragtak. Az íjakat más indián népeknek is eladták, így azokkal a növény elterjedési területén kívül is lehetett találkozni. Maga az elnevezés a növény német neveiből (Osage-Orangen, Osagedorn) származik.
A maklúra elnevezés a nemzetség tudományos nevének magyarosodott változata. A vadnarancs elnevezés a narancshoz hasonlító áltermése miatt alakulhatott ki, pedig nem rokona a szappanfavirágúak rendjének családjába, a rutafélékhez tartozó narancsnak; a rózsavirágúak rendjének családjába, az eperfafélékhez tartozik.
Magyar népies nevei közé tartozik a lócitrom és a majomagy.
A tudományos pomifera fajnevet a latin pomum ’gyümölcs’ és a szintén latin -fer ’hord, visz, tart’ szavakból képezték; így az összetétel jelentése ’gyümölcsöt tartó, gyümölcsben gazdag’. A nemzetség tudományos nevét (Maclura) a skót származású amerikai geológus, William Maclure nevéről kapta.

## Jellemzése
Gyors növésű, átlagosan 10, de akár 20 m magasságot is elérő lombhullató fás szárú növény, mely terebélyes, szabálytalan alakú, laza, egyenetlenül sűrű koronát fejleszt, melynek átmérője elérheti a 12 m-t. A fiatal példányok törzse egyenes, az idősebbeké csavarodott. A hajtások világoszöldek; télen világosbarnára színeződnek, később a gally világos narancsosbarnává válik. A fiatalabb fák és a fiatalabb ágak jellegzetesen sárgás, narancsbarnás színezetű, barázdás kérge rostosan leváló. Idősebb korban kérge sötétbarna, repedezett. Olajbarna ágai tövisesek: a legfeljebb 3 cm hosszú tövisek friss hajtásokon a levélhónaljakban pálhatövisként nőnek, később a szárral együtt elfásodnak. A hajtásnövekedést csak későn fejezi be, s gyakori, hogy lombja csak az első őszi fagyok hatására hullik le. A rügyek télen a gallyakhoz simulnak, sötétbarna színűek, gömbölydedek, de oldalról összenyomottak.
Váltakozó állású levelei rövid nyelűek, a levéllemezek 5–12 cm hosszúak, hosszúkás-tojásdad alakúak, ép szélűek, színoldaluk sima, olajzöld színű, fénylő, fonákuk gyengén érdes, kissé sötétebb és matt. A levélváll ék alakú vagy lekerekített, a levélcsúcs hosszan kihegyezett. Ősszel a levelek sárgára színeződnek.
Kétlaki növény, azaz egy egyeden csak egyivarú (azaz vagy csak hím, vagy csak női ivarú) virágok fejlődnek. A kis méretű porzós virágok négytagú lepelkörösök, négyporzósak, s a hajtások tövén csüngő fürtvirágzatokat alkotnak, aminek hossza 2,5-3,8 cm. A termős virágok hosszú, vékony bibéjűek, s rövid kocsányon lógó, közös vacokból kiinduló, jellegzetesen gömb alakú, ernyőszerű virágzatokba csoportosulnak, melyek a sok bibének köszönhetően puha bojtoknak tűnnek. A virágzás a lombfakadással egy időben kezdődik, áprilistól júniusig tart.
A megtermékenyülést követően a termésérés során a termős virágzat tengelye, illetve virágainak takarólevelei fokozatosan meghúsosodnak és mozaikszerűen egymás mellé záródnak, létrehozva a 10–15 cm átmérőjű, kemény, fényes, ráncos-rücskös felületű, szabálytalanul gömb alakú, a termős virágzat alakját „lemásoló” terméságazatot, mely eleinte zöld, később sárgászöld, éretten narancsszínű, s amely messziről nézve éretlen narancshoz hasonlít (narancseper, oszázsnarancs). Magyarországon, mivel nem érik be teljesen, a legérettebb állapotában is csak sárgászöld színű. Ez az epertermés egyrészt összetett (csoportos) termés, mivel több aszmagtermés alkotja, másrészt áltermés, mivel a termőn kívül a virág takarólevelei is részt vesznek egy-egy aszmagtermés kialakításában. Az aszmagtermés átmérője érett állapotban 7–15 cm, és akár 1 kg-ot is nyomhat. Keserű tejnedvet tartalmaz, ami megszáradva feketére színezi a gyümölcshúst. A növény kétlakisága miatt a „termések” értelemszerűen csak a női ivarú egyedeken találhatók meg, a hím ivarúakon nem. A női ivarú egyedek 12-15 éves korban kezdenek teremni. A női ivarú egyedek akkor is teremnek, ha nincs a közelben virágport adó fa, de ekkor a gyümölcs nem tartalmaz magokat.
Terméságazata ugyan nem mérgező, de élvezhetetlen íze és keménysége miatt emberi fogyasztásra alkalmatlan. A ma élő állatok sem igen fogyasztják, azonban egyes kutatók úgy vélik, hogy a kihalt, nagy termetű emlősök (például a mamutok) táplálkoztak vele. Csak néhány faj töri fel a termést a magokért, például a keleti szürkemókus. Mivel néhány háziállat, köztük lovak is, megeszik a termést, ezért úgy gondolták, hogy a mára kihalt amerikai ló is fogyasztotta. Azonban kimutatták, hogy a növény nem terjed hatékonyan lovak és elefántok segítségével.
Ősszel a lehulló gyümölcsök sérülést vagy halált okozhatnak, így ajánlott a bukósisak használata, ha ilyen fa alatt tartózkodunk. Az indiánok fegyverként használják.
Fája morin flavonolt és maklurint tartalmaz. Terméságazatát vagy levelét megvágva tejfehér nedvet ereszt, mely idővel ragadóssá válik. Gesztje élénk narancssárga, halványabb farésszel körülvéve. Fajsűrűsége 773,6 kg/m3, nehéz, kemény, erős, hajlékony, a talajjal érintkezve sokáig bírja károsodás nélkül. A fa agglutint tartalmaz, egy lektint, ami erősen specifikus a T-antigénnel szemben.. Az osajin és pomiferin flavonoidok a fában és a gyümölcsben is jelenlevő pigmentek, amelyek a gyümölcs száraztömegének 10%-át teszik ki. A friss gyümölcs további fő alkotórészei pektin (46,04%), gyanta (16,64%), zsír (5,16%),
és cukor (hidrolízis előtt 4,46%). Továbbá alkaloidok, glükozoidok, titrálható savak, és C-vitamin is van benne. A nedvességtartalom 80%.

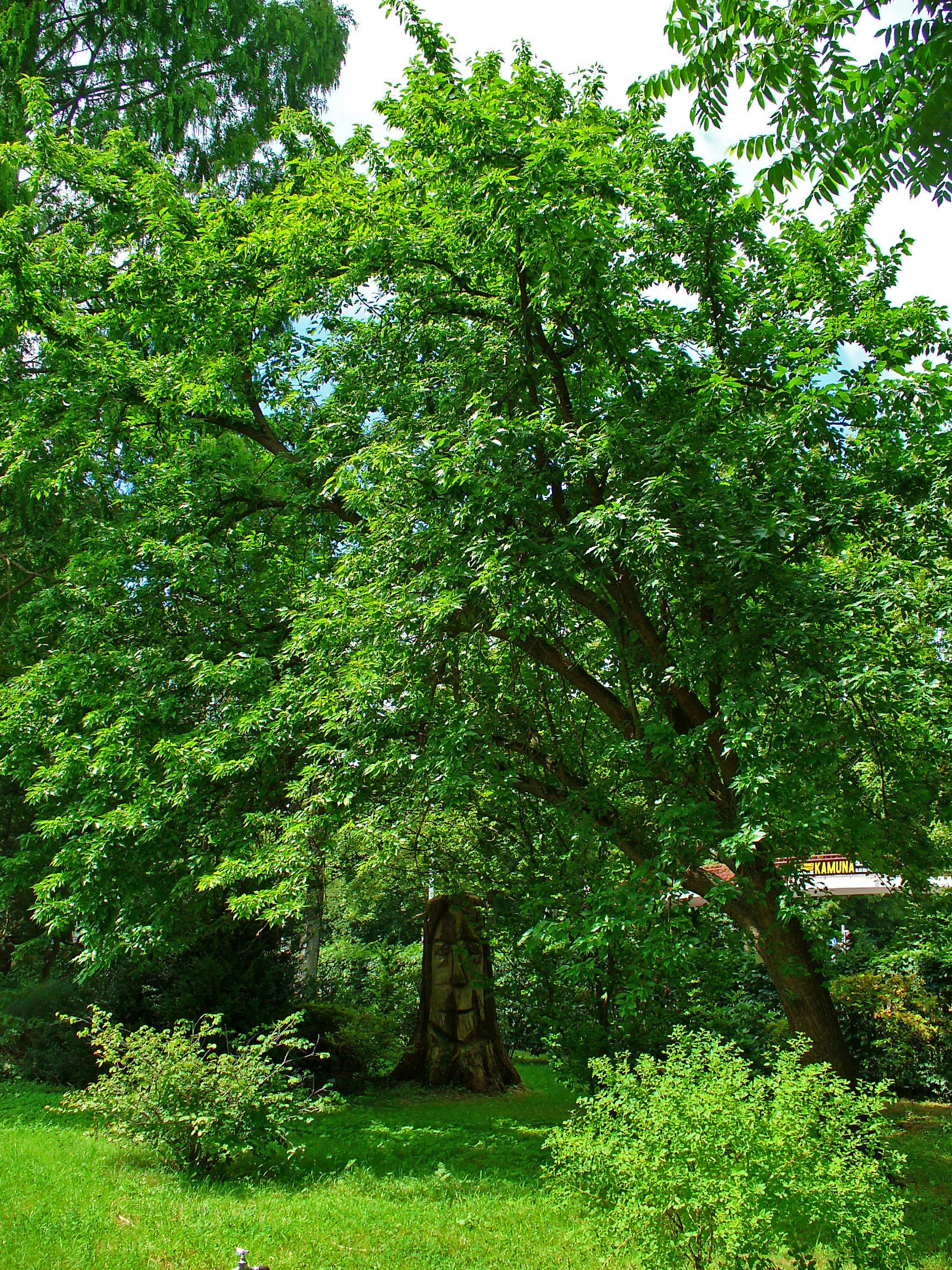
Kifejlett fa
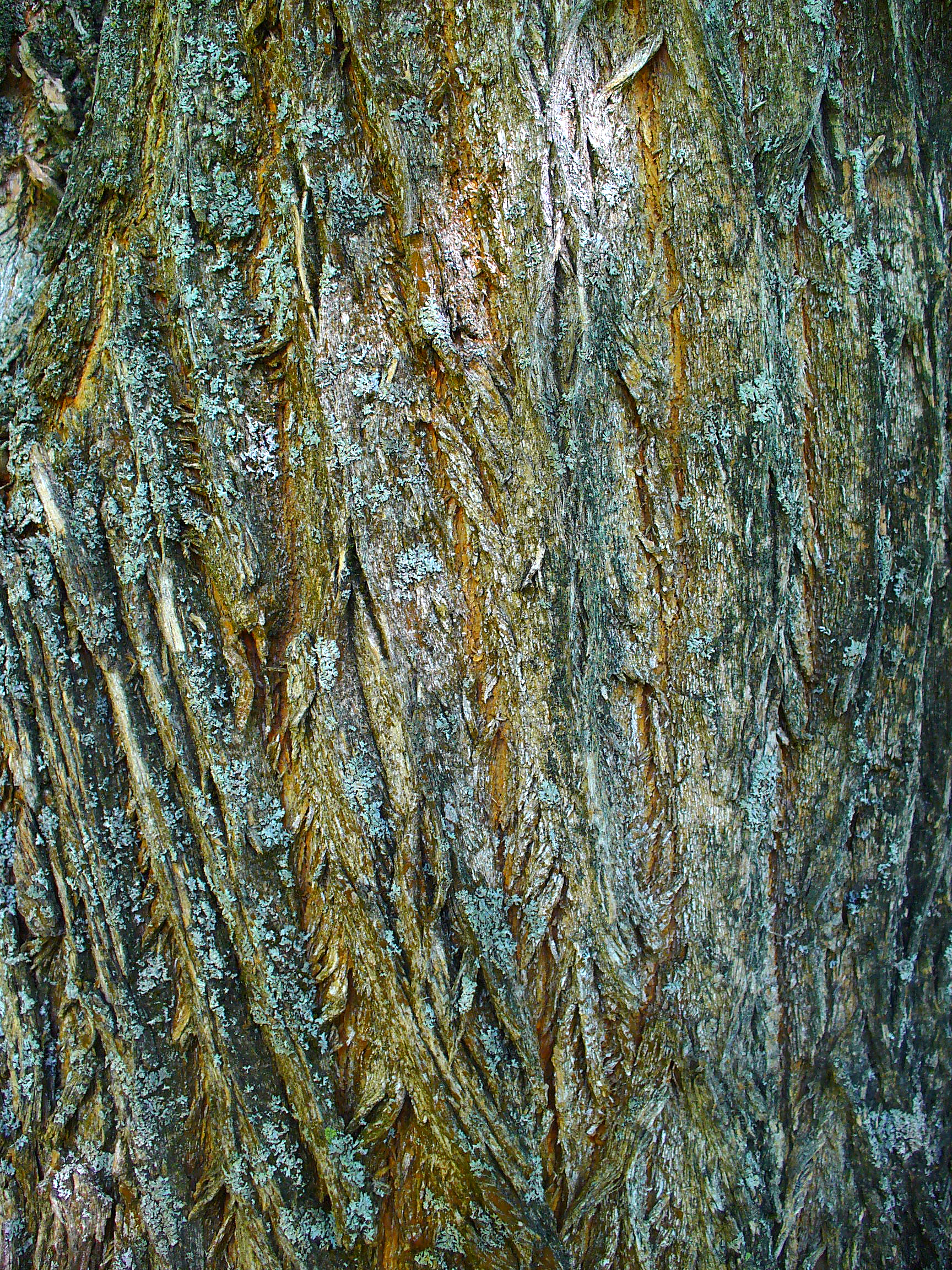
Idős kéreg
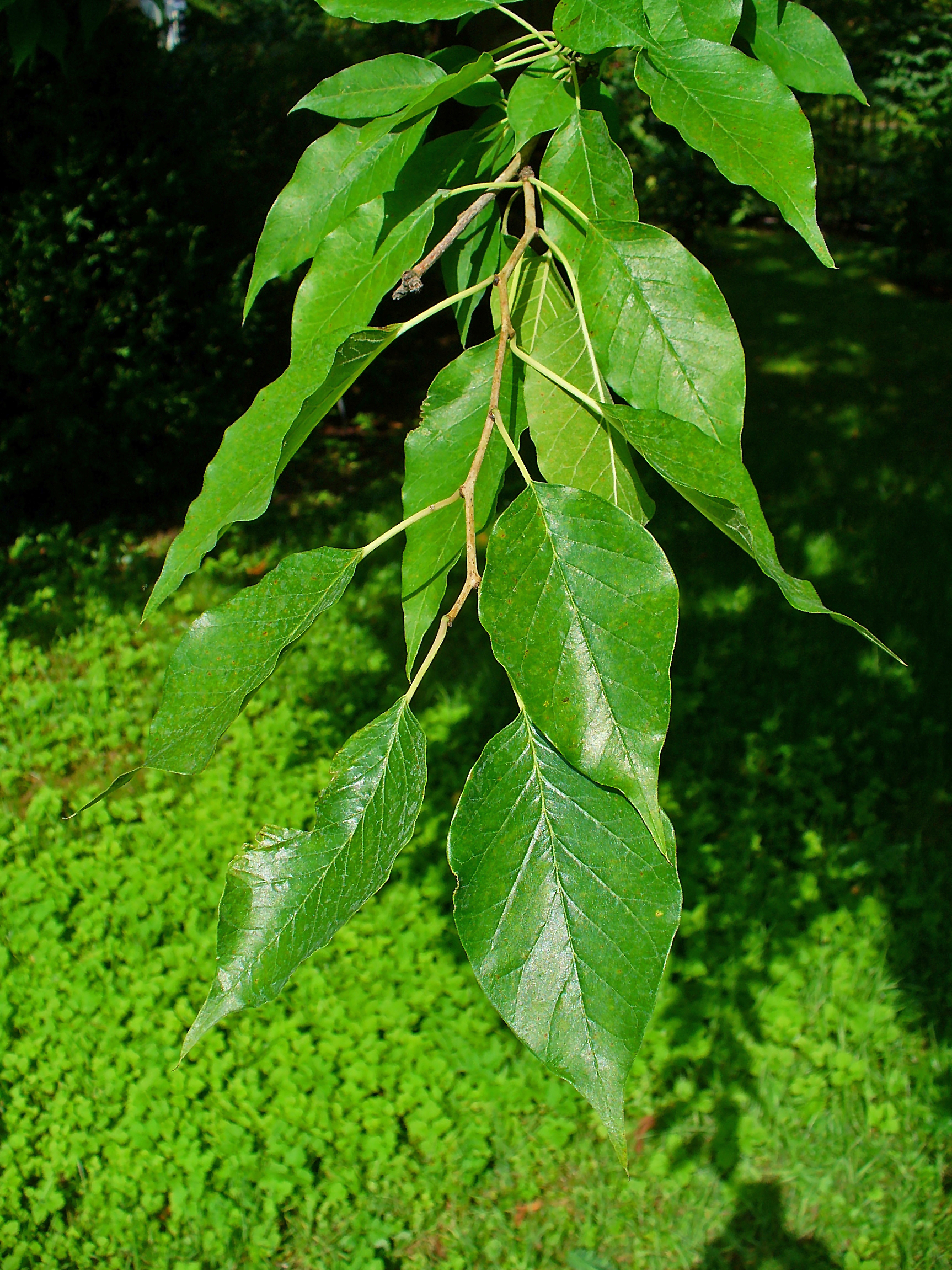
Levelek
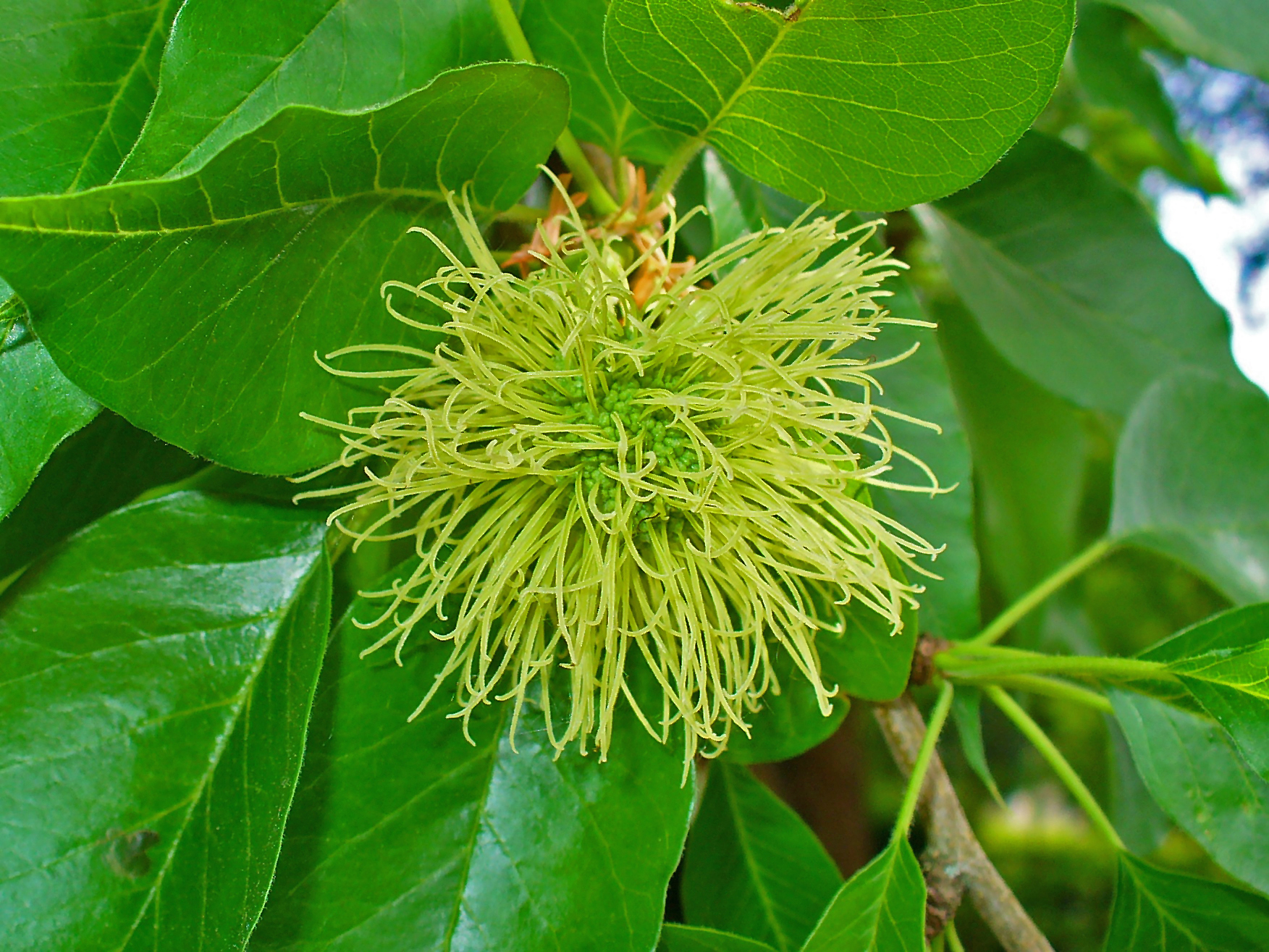
Női ivarú virágzat
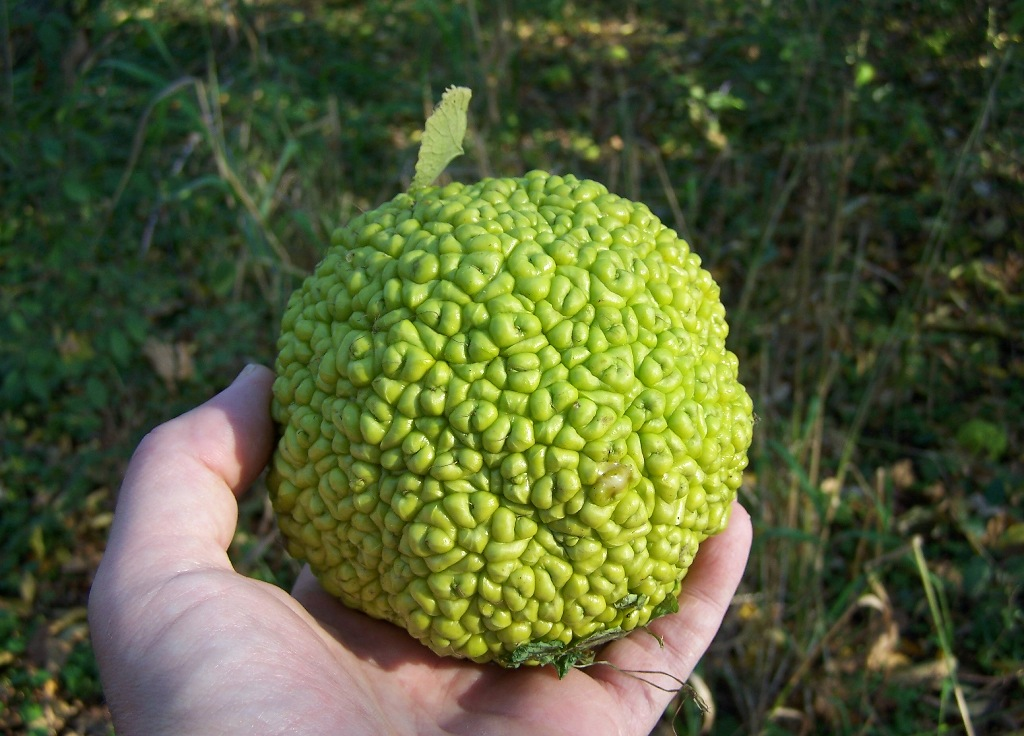
Érett gyümölcs
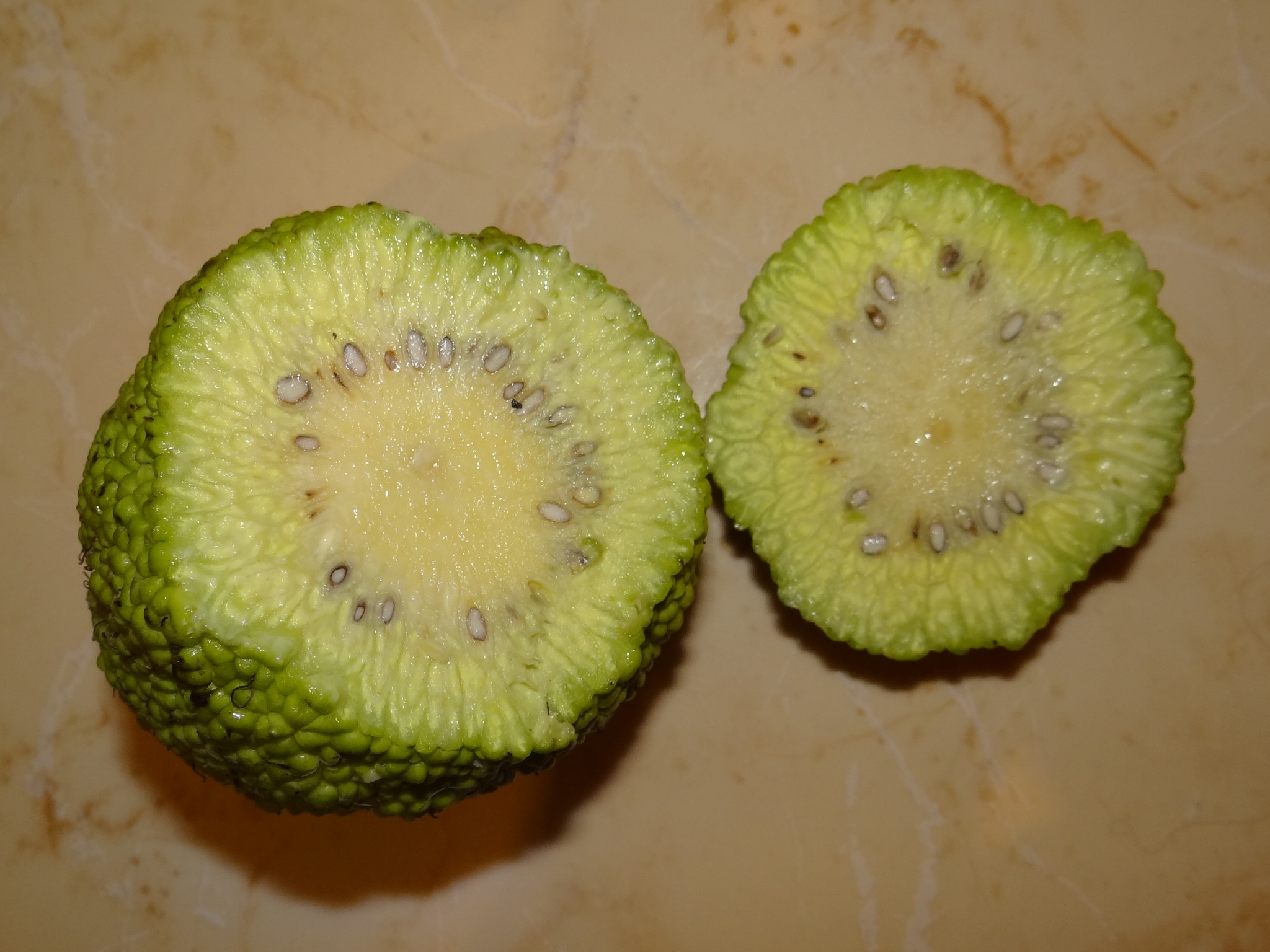
Gyümölcs felvágva

## Élőhelye
Az enyhe éghajlatot kedveli, melegigényes, fénykedvelő, szárazságtűrő. A fagyra fiatalkorban érzékeny: ekkor a gyors növekedés miatt a későn beérő hajtások könnyen visszafagyhatnak. A talaj iránt közömbös, még a gyenge sziket is elviseli, a szélsőséges vízháztartású talajokat azonban nem kedveli. Könnyen kivadul, az elhagyott kertekben és romokon gyorsan elterjed.
Magyarországon főleg parkokban találkozhatunk vele. A Vácrátóti botanikus kertben az Iker-tavak nagy szigetén tekinthető meg egy nagy példánya. A Margit-sziget legidősebb fájának 2011-ben egy akkor mintegy 210 éves narancseperfát tartottak.

## Felhasználása

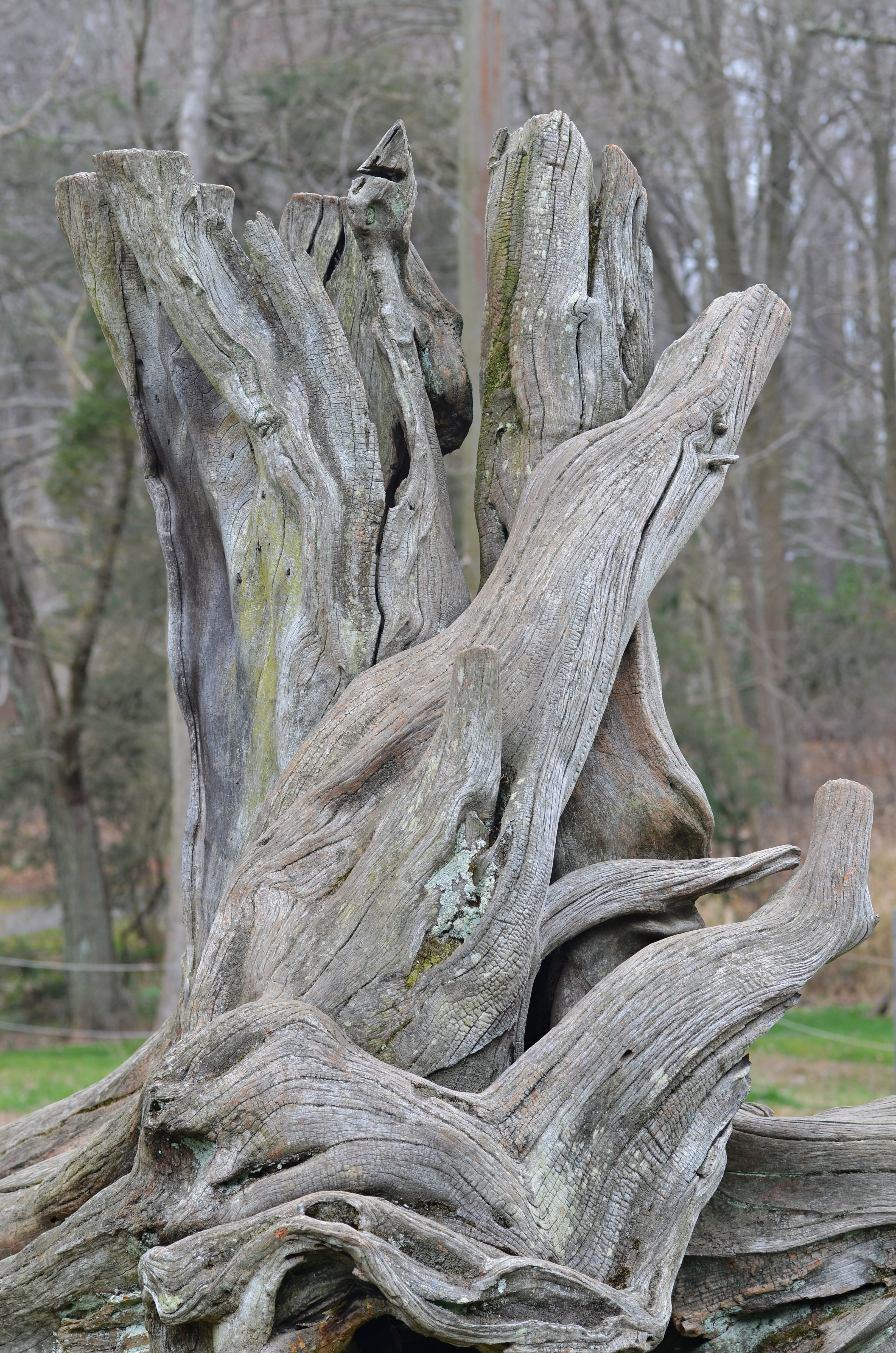
1954-ben kidöntött fa, ami nem kezdett korhadni

Cikcakkos ágai, mutatós virágai és áltermései, továbbá ősszel szépen sárgálló lombozata miatt kedvelt dísznövény kertekben, parkokban, Magyarországon is. Gyakran ültetik sorfának, vagy mezőket védő szélfogó erdősávokba. Habár a metszést bírja, mégis nehezen lehet belőle szép sövényt nevelni, mely telekhatároló, valamint a növény tövises ágai miatt védő szerepet is betölt. Ebben a szerepében a szögesdrót bevezetése miatt visszaszorult. Egy kitenyésztett változata a tövisek nélküli 'Inermis', ami hímnemű, ezért nem hoz gyümölcsöt. Vegetatívan szaporítják.  Olaszországban, a volt Jugoszláviában, Romániában, a volt Szovjetunióban és Indiában is tartják.
A prériállamokban szélfogónak telepítik; innen ered amerikai angol köznyelvi neve, a hedge apple (sövényalma). Az egyik első növény volt, amit  Franklin Delano Roosevelt projektjében használtak az éghajlat módosítására és az erózió elleni védelemként. A projekt 1934-ben indult, és 1942-re 30 233 szélfogót telepítettek, bennük 220 millió fával. A szélfogók teljes hossza összesen 18 600 mérföld, 
ami körülbelül 30 ezer kilométer szögesdrót bevezetése előtt a jószágokat ezzel tartották vissza a szökéstől. 2001-ben a narancseper fáját használták a  Schooner Sultana építéséhez  Chestertownban (Maryland), ami a  HMS Sultana (1768) másolata.
Mély és termékeny talajt igényel, de képes alkalmazkodni az Amerikai Egyesült Államok területének nagy részéhez, ahol többnyire sövénynek ültetik. Egy év alatt egy-két métert tud nőni, ezért a sövényt rendszeresen metszeni kell. Az elhanyagolt sövény hamarosan teremni kezd. Figyelemre méltó, hogy sem gombák, sem rovarok nem támadják meg.  A közhit szerint rovarriasztó hatása van, de ezt tudományos vizsgálatok nem erősítik meg. Csak annyit bizonyítottak, hogy a gyümölcsből kivont anyagok sűrítve tényleg rovarriasztók, de természetes sűrűségük ehhez nem elég nagy. 2004-ben az EPA eltávolíttatott egy gyümölcsökkel kereskedő honlapról egy leírást a gyümölcs rovarriasztó hatásáról, mint ami a vevők becsapását szolgálja.
Élénksárga, narancssárga színű, kemény, rugalmas és tartós fájából korábban az észak-amerikai indiánok hajóorrokat, íjakat és egyéb eszközöket készítettek, manapság a faiparban inkább szerszámfaként hasznosítják, faék, illetve pózna, vasúti talpfa és kerítésléc készül belőle. Kerítéspóznának általában zölden telepítik, mivel a száraz fába nehezen hatol bármi, amivel a kerítést felerősítenék. 
Palmer és Fowler's Fieldbook of Natural History 2. kiadása szerint 2,5-szer keményebb a fehér tölgynél (Quercus alba), és szakítószilárdsága kétszer akkora, mint amazé. Fája ellenálló a kártevőkkel és az időjárással szemben. A hagyományos íjkészítésben a legstrapabíróbb fának tartják, habár szabálytalan növekedése miatt nehéz vele dolgozni. A 19. század elején Arkansasban egy jó narancseperfából készült íj egy lovat és egy takarót ért.
Festőnövényként is számon tartják: már az indiánok is használták a fájából kivonható sárga festékanyagot. Korábban gyapjút és pamutot festettek vele, emiatt különféle elnevezésekkel illették: sárgafa, sárga brazíliai fa, fustikfa, fustelfa, fisetfa. A festék az anilinfestékek helyett is használható. Az ehetetlen gyümölcsöt dekorációnak használják.
Kutatások zajlanak, hogy eperterméséből lisztet, illetve egyéb élelmiszert készítsenek. A gyümölcs izoflavonjai gyomorirritációt okozhatnak.
A komancsok szembetegségekre használták a gyökér/víz szembe hintését. Más indián népek a rák ellen használták. Bolíviában a növény levével fogfájást, a kérgével és a levelével méhvérzést kezeltek.
Szárított fájának a legmagasabb a fűtőértéke az Észak-Amerikában gyakori fajok között. Nyílt tűzrakóhelyeken azonban nem égethető, mert gyakran szikrázik.
Japánban az eperfafajok mellett a narancsepret is használják selyemhernyók etetésére.

## Fordítás
Ez a szócikk részben vagy egészben  a   Maclura pomifera című angol Wikipédia-szócikk fordításán alapul.  Az eredeti cikk szerkesztőit annak laptörténete sorolja fel. Ez a jelzés csupán a megfogalmazás eredetét és a szerzői jogokat jelzi, nem szolgál a cikkben szereplő információk forrásmegjelöléseként.